# Huvudsta (metropolitana di Stoccolma)
Huvudsta è una stazione della metropolitana di Stoccolma.
La sua denominazione trae origine dall'omonimo quartiere su cui sorge. Sul tracciato della linea blu T10 della rete metroviaria locale si trova invece tra le fermate di Västra skogen e Solna strand.
Divenne ufficialmente operativa il 19 agosto 1985, così come le altre quattro stazioni posizionate sul percorso della linea T10 nel tratto compreso tra la stessa Huvudsta e Rissne.
La piattaforma è sotterranea e si trova ad una profondità di circa 25 metri sotto il livello del suolo e del centro commerciale Huvudsta centrum, struttura che include l'ingresso della metropolitana. La stazione fu progettata dall'architetto Per H. Reimers e decorata dall'artista pittore Per Holmberg.
Il suo utilizzo medio quotidiano durante un normale giorno feriale è pari a 3.500 persone circa.

## Tempi di percorrenza
| Linea | Capolinea       | Tempo  | Stazione                               | Tempo             |
| T10   | Hjulsta         | 13 min | Västra skogen Fridhemsplan T-Centralen | 2 min 5 min 8 min |
| T10   | Kungsträdgården | 10 min | Västra skogen Fridhemsplan T-Centralen | 2 min 5 min 8 min |